# Курбанов, Рустам Усманович
Рустам Усманович Курбанов (26.03.1951 — 03.06.2021) — таджикистанский хозяйственный и государственный деятель, депутат Верхней палаты парламента Республики Таджикистан (2000).
Родился 26.03.1951 в городе Сталинабад (Душанбе) Таджикской ССР.
Окончил энергетический факультет Таджикского политехнического института по специальности « Электрические станции» (1975) и Академию общественных наук при ЦК КПСС (1989).
Трудовая деятельность:
- 1975—1977 мастер, прораб Нурекского монтажного управления Всесоюзного треста «Спецгидроэнергомонтаж».
- 1977—1980 первый секретарь Нурекского горкома ЛКСМ Таджикистана.
- 1980 −1986 первый секретарь Курган-Тюбинского обкома ЛКСМ Таджикистана.
- 1986 −1991 инструктор, заведующий сектором отдела ЦК КП Таджикистана.
- 1991 −1993 директор ЗАО «Гэмонт» акционерного общества «Спецгидроэнергомонтаж».
- 1993—2000 генеральный директор АО «Таджик СГЭМ»
- 2000—2005 заместитель главы администрации (вице-мэр) города Душанбе.
- 2005—2011 генеральный директор ОАО «Таджик СГЭМ».
- 2011—2021 директор филиала ОАО «Институт Гидро—проект» в Республике Таджикистан.

В 2000 году избран депутатом Верхней палаты парламента Республики Таджикистан. Сдал мандат после назначения на должность вице-мэра Душанбе.
Кандидат технических наук (1990).
Заслуженный энергетик Таджикистана. Награждён медалью «За трудовую доблесть» (1980), орденами «Знак Почёта» (1986) и «Шараф» («Слава») (1999).
Умер в Душанбе 3 июня 2021 года.